# Балка Худовина
Балка Худовина (рос. Б. Худовина) — балка (річка) в Україні у Старобільському районі Луганської області. Ліва притока річки Білої (басейн Азовського моря).

## Опис
Довжина балки приблизно 3,46 км, найкоротша відстань між витоком і гирлом — 2,86  км, коефіцієнт звивистості річки — 1,21 . Формується декількома балками та загатами.

## Розташування
Бере початок на північно-східній стороні від села Можняківка. Тече переважно на північний захід і на східній околиці села Павленкове впадає у річку Білу, ліву притоку річки Айдар.

## Цікаві факти
- На лівому березі балки на відстані приблизно 2,82 км пролягає автошлях Т 1302[2] (автомобільний шлях територіального значення в Луганській та Донецькій областях. Проходить територією Старобільського, Сіверськодонецького та Бахмутського районів через Танюшівку (пункт контролю) — Айдар — Старобільськ — Рубіжне — Новодружеськ — Лисичанськ — Соледар — Бахмут. Загальна довжина — 162,1 км.).